# 甲斐バンド・ストーリーII
『甲斐バンド・ストーリーII』（かいバンド・ストーリー・ツー）は、2007年にリリースされた、甲斐バンドのベスト・アルバム。

## 概要
2007年12月12日、それまで東芝EMI（現：EMIミュージックジャパン）より発表された甲斐バンドのオリジナルおよびライブ・アルバム17タイトルがデジタル・リマスター、紙ジャケット仕様で再発されたのを機に制作されたベスト盤。初回盤はスリーブケース付。
本作のルーツである『甲斐バンド・ストーリー』と同様のジャケットが使用されているが、収録曲に変更があり、甲斐よしひろ監修のもと18曲中13曲（N.Y3部作以前の作品）にリミックスが施されている。

## 収録曲
1. HERO（ヒーローになる時、それは今）[1]
2. 翼あるもの[1]
3. 氷のくちびる[1]
4. きんぽうげ[1]
5. 安奈[1]
6. 裏切りの街角[1]
7. ビューティフル・エネルギー[1]
8. ポップコーンをほおばって[1]
9. 感触[1]
10. かりそめのスウィング[1]
11. 漂泊者[1]
12. テレフォン・ノイローゼ[1]
13. 地下室のメロディー[1]
14. BLUE LETTER[2]
15. 観覧車'82[2]
16. ナイト・ウェイブ[3]
17. シーズン[2]
18. 破れたハートを売り物に[3]